# Аюлу-Кая
Аюлу-Кая — гора в Крыму, в Белогорском районе, одна из вершин массива Кубалач. Одноимённый археологический памятник на её вершине.

## Описание
Этимология от крымскотатарского аюлу — медвежья, кая - скала.
Одна из вершин в центральной части лесистого массива Кубалач, отдельно стоящей части Внутренней гряды. Высота над уровнем моря 630 метров. С равнины выглядит куполом, выделяясь среди соседних поднятий крутым южным склоном со скальными выходами, северный более пологий, вершина поросла лесом. В 4.4 км к северо северо-западу от вершины Кубалач (764 м), в 1,5 км к востоку северо-востоку от села Мелехово.
Лесной массив Кубалач представлен дубом скальным (Quércus pétraea), буком, ясенем и грабом.

## Поселение Аюлу-Кая
Укрепленное поселение Аюлу-Кая было открыто в 1989 году С. Г. Колтуховым и Ю. П. Зайцевым. Памятник включает городище-убежище и селище площадью около 3 га, которое примыкает к городищу с севера и запада. Городище прямоугольной формы площадью 0,16 га расположено на скальном выступе. С южной стороны оно защищено обрывом, с трех остальных каменной стеной, сохранившейся в виде низкого каменного развала. Длина стен около 80 м, выраженного культурного слоя на территории городища нет. На территории селища отмечены следы каменных оград и прямоугольных каменных домов и подпорных стен. Мощность золистого культурного слоя в шурфах достигала 0,8 м. Найдена керамика: обломки амфор III—IV вв. н. э. и лепных сосудов с рельефным орнаментом. От селища на запад спускалась древняя дорога.